# Beez
Beez is een plaats en deelgemeente van de stad Namen in de Belgische provincie Namen. Beez ligt in de Condroz in de Belgische provincie Namen en was tot 1 januari 1977 een zelfstandige gemeente.
Het ligt op de linkeroever van de Maas, twee kilometer ten noordwesten van de hoofdstad van Wallonië, Namen, aan de spoorlijn Namen-Luik. Het Viaduct de Beez overspant hoog boven het dorpje de Maas; het maakt deel uit van de E411, de Autoroute des Ardennes van Brussel naar Luxemburg.

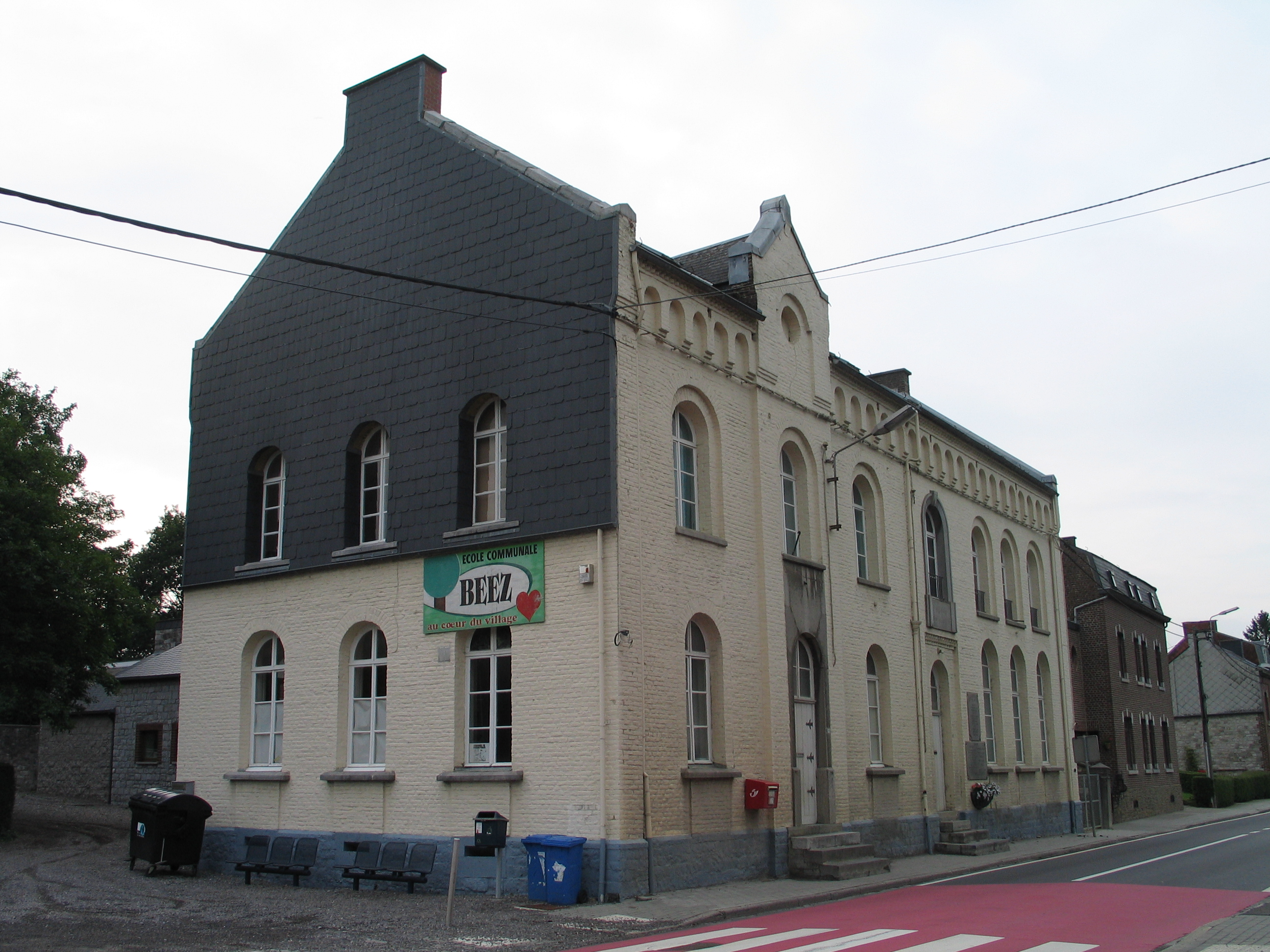
Het voormalige Maison communale (Gemeentehuis) van Beez

## Demografische ontwikkeling
Bronnen:NIS, Opm:1831 tot en met 1970=volkstellingen, 1976= inwoneraantal op 31 december 

## Geschiedenis
De inwoners van Beez werden al in 1612 erkend als burgers van Namen. Centraal in het plaatsje ligt een kasteel met een park, daterend van het einde van de 18e eeuw. Het was eigendom van de familie Severin, tot het in 1869 werd gekocht door de baron Anatole Fallon.
De grillige kalksteenrotsen van Beez vormen samen met die van Marche-les-Dames het grootste klimmassief van België, na die van Freÿr. Ze strekken zich over verscheidene kilometers uit langs de linkeroever van de Maas. Het massief kan verdeeld worden in drie grote sectoren: de rotsen te Beez (les Grandes Malades), de rotsen van het Militaire Kamp en de rotsen achter het station.
De voornaamste bedrijvigheid in Beez kwam vroeger van de grote graanmolens. De grote gebouwen aan de Maasoever dateren uit 1889 en werden genoemd Anciens Moulins de Namur et de Jambes à Beez, Moulins de la Meuse en ook Moulins de Beez. Ze vermaalden nog in 1980 300 ton graan per dag tot meel en verschaften in hun glorietijd aan 750 mensen werk. In 1984 werkten er nog slechts tien mensen. Na de sluiting van de graanmolens werden ze verbouwd en nu zijn er kantoren en het archief van de Waalse Gemeenschap.  
In de 20e eeuw is de kalksteenwinning steeds belangrijker geworden. Een van de grote bovengrondse mijnen in de Maasvallei tussen Namen en Luik ligt in Beez.

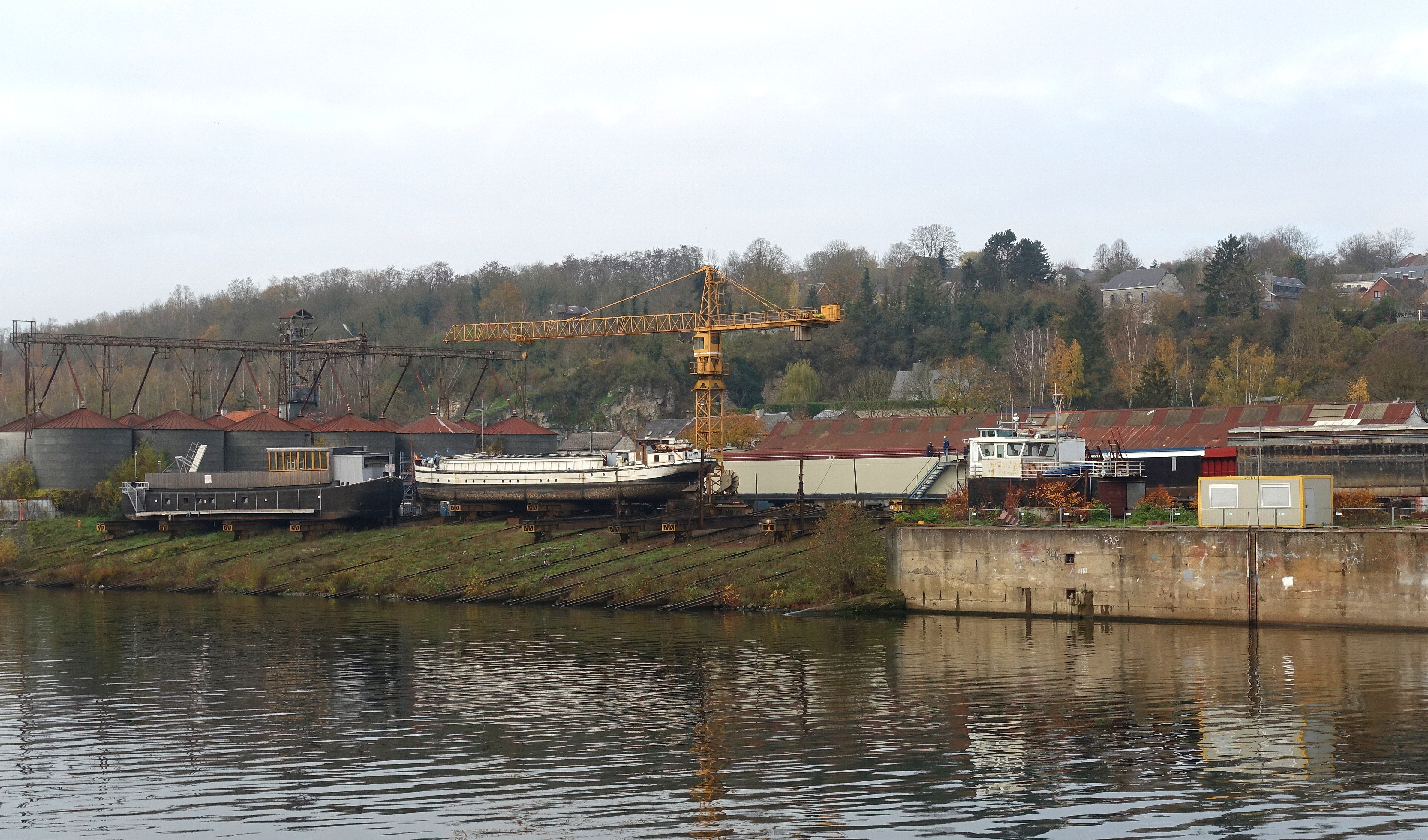
Scheepswerf in Beez
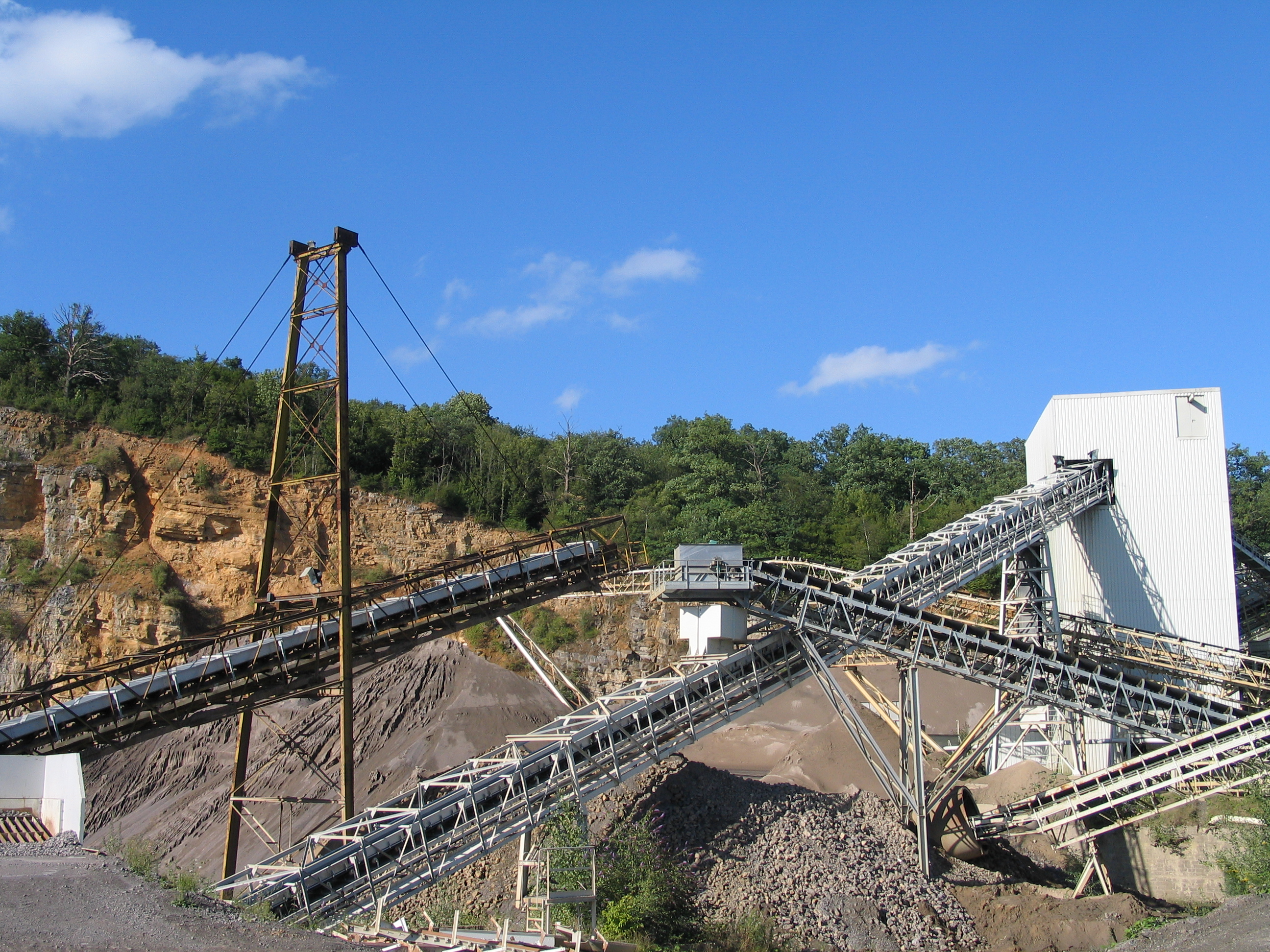
Kalksteengroeve van Beez
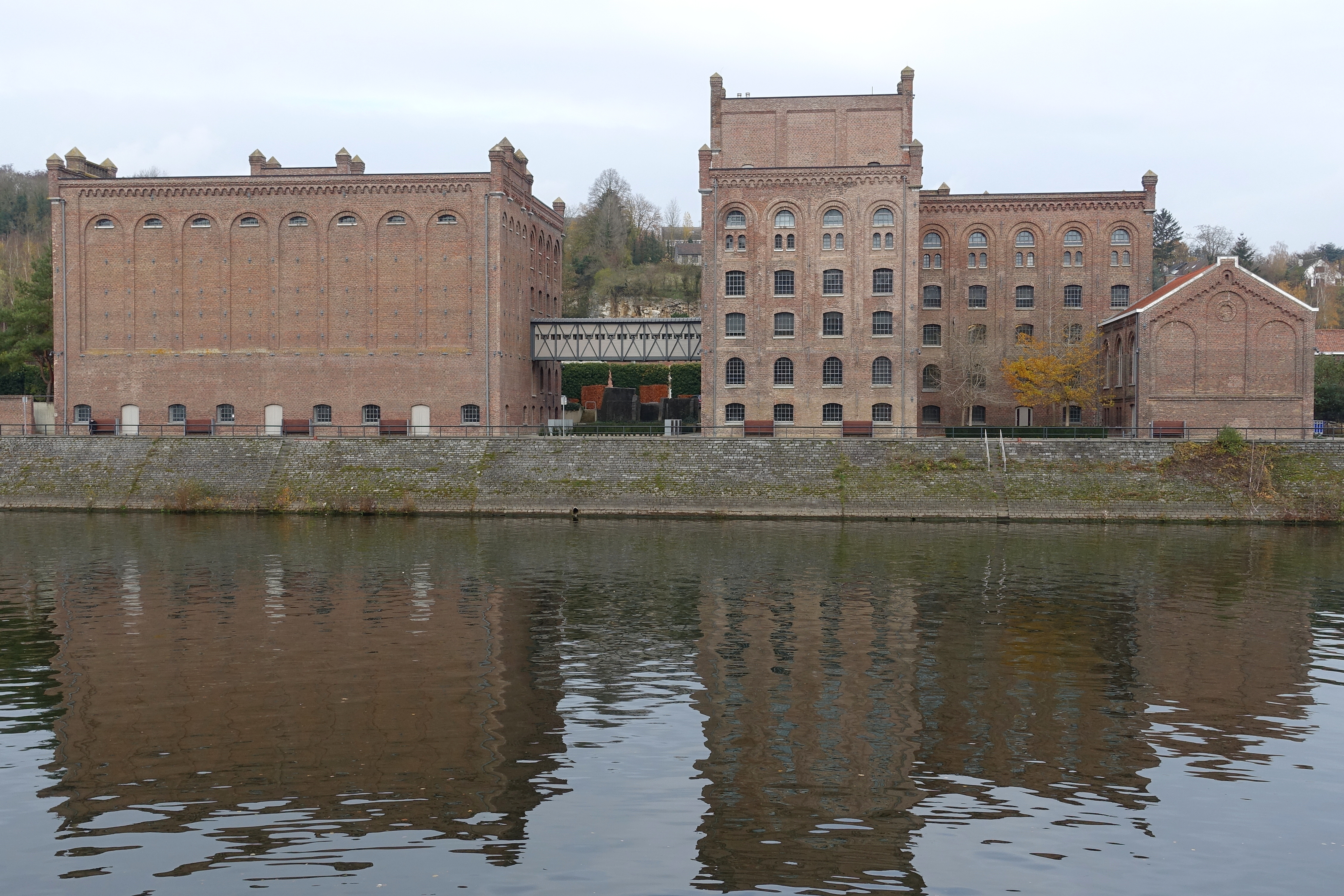
Vroegere graanmolens Moulins de Beez
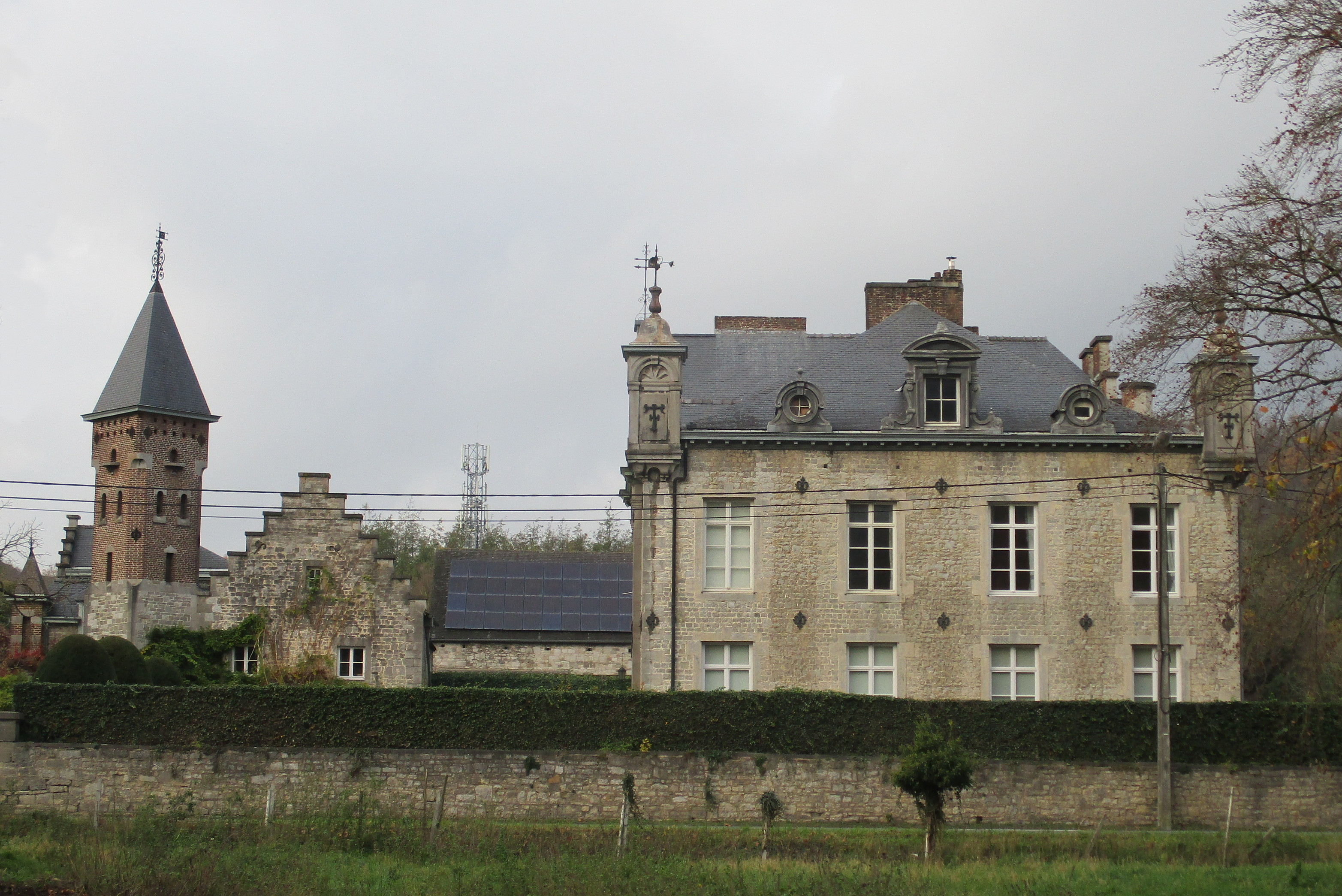
Kasteel van Beez

## Evenementen
- Op de eerste zondag van juli wordt er een grote vlooienmarkt gehouden.
- Op de eerste zondag van de Vastentijd worden er grote vuren aangestoken boven op de rotsen van Beez.

## Infrastructuur
- Behalve een overslaghaven heeft Beez ook een jachthaven.
- Beez ligt aan het fietsnetwerk RAVeL 1.